# منصورآباد (اسلام‌آباد غرب)
منصورآباد (اسلام‌آبادغرب)، روستایی از توابع بخش مرکزی شهرستان اسلام‌آباد غرب در استان کرمانشاه ایران است.

## جمعیت
این روستا در دهستان حومه جنوبی قرار دارد و براساس سرشماری مرکز آمار ایران در سال ۱۳۸۵، جمعیت آن ۳۰۰ نفر (۷۰خانوار) بوده‌است.